# ノートルダム (オペラ)
『ノートルダム』（Notre Dame）は、フランツ・シュミットが1914年に完成させた3幕のオペラ。台本はヴィクトル・ユーゴーの『ノートルダム・ド・パリ』を基にレオポルト・ウィルクと作曲者が脚色して執筆した。初演は1914年4月1日にウィーン宮廷歌劇場で行われ、ウィーンではたびたび上演されたがウィーン以外では滅多に上演されない。しかし、間奏曲に限ってはドイツやオーストリアでは有名であり、ラジオでも流されている。

## 間奏曲
ヴァイオリンが変ロ長調の序奏主題を奏した後、変ニ長調になり、ハープを伴って弦が新しい主題を提示して全合奏に発展する。その後曲は治まり、ハープによる分散和音で第2部に移行する。第2部は木管と弦が叙情的な主題を提示し、変ニ長調と変ト長調になった後、変ロ長調に戻って曲が終わる。3つの動機の内の2つは原調より派生されたもので、曲全体が統一されている印象を思わせる。
日本初演は1956年7月27日、日比谷公会堂においてエドゥアルト・シュトラウス2世（シュミットの弟子）の指揮で行われた。
編成
フルート2、ピッコロ、オーボエ2、クラリネット2、ファゴット2、コントラファゴット、ホルン4、トランペット3、トロンボーン3、ティンパニ、シンバル、タムタム、ハープ、弦五部